# Schardeich

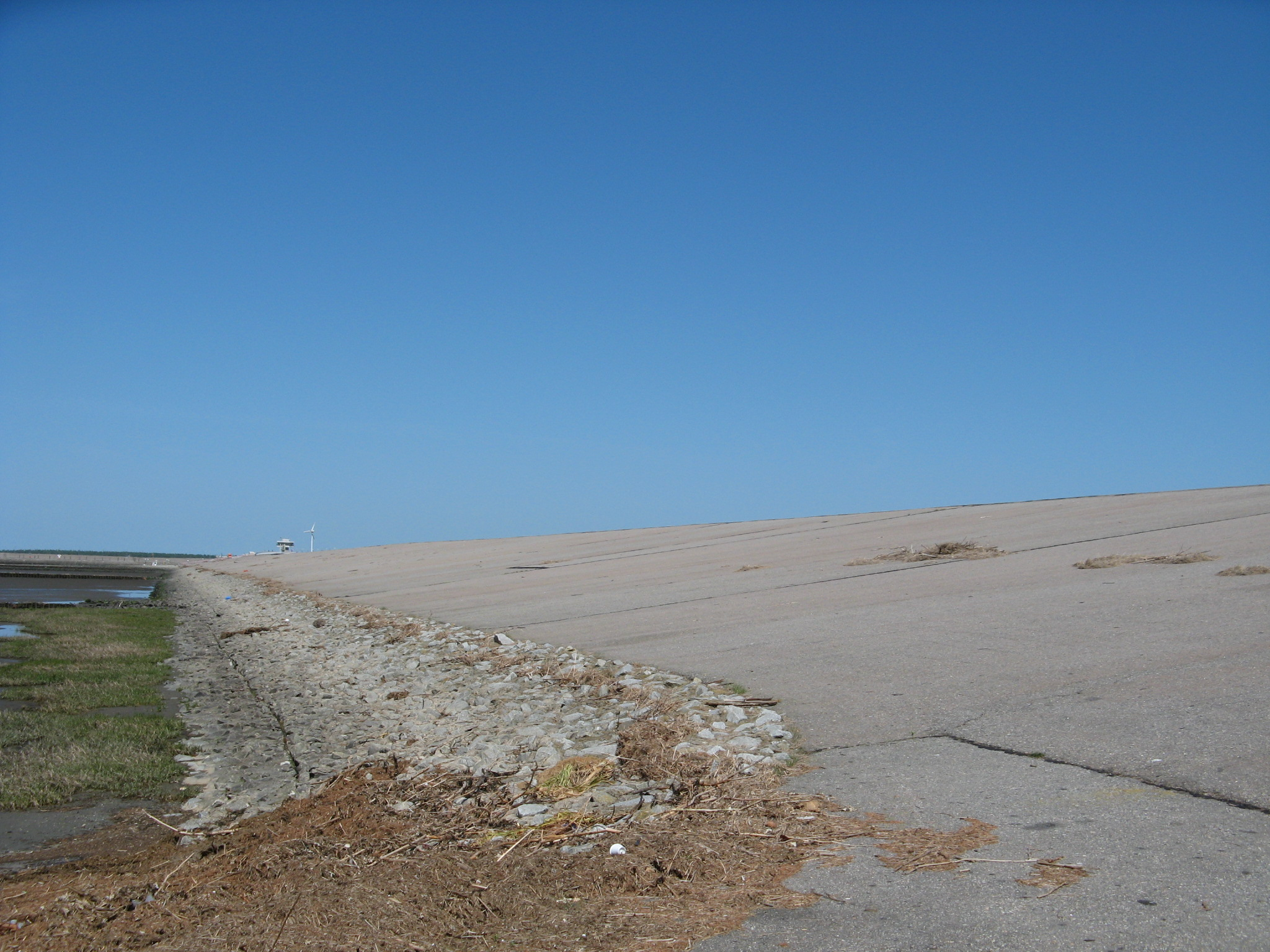
Schardeich mit Stein- und Asphaltschutz am Eidersperrwerk, der das ehem. Eiderästuar durchdämmt und so keinerlei Vorland besitzt

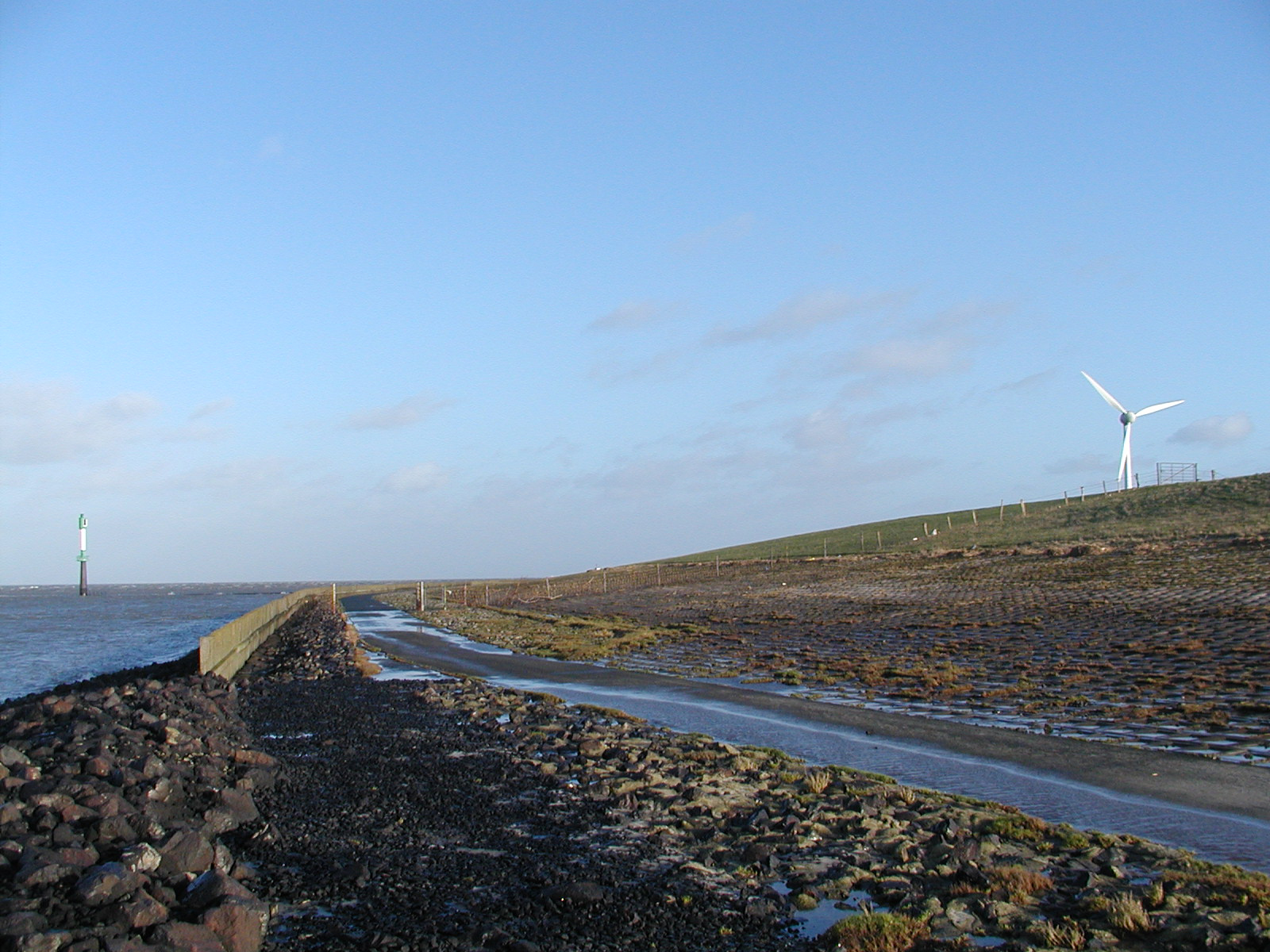
Die Befestigungen am Glameyer-Stack

Schardeich wird ein Deich genannt, der direkt am Fluss oder am Meer liegt, ohne durch Vorland geschützt zu sein. Dadurch bedarf es eines besonderen Schutzes des zum Wasser liegenden Deichfußes.
Die Schardeiche werden seit dem 18. Jahrhundert mit flacher Außenböschung gebaut und an ihrem Fuß mit Stroh „bestickt“. Das Stroh wurde gegen Ende des 18. Jahrhunderts durch Steine ersetzt, heute sind die Deichfüße meist durch Asphalt geschützt.